# Кларенс Бітанг
Кларенс Бітанг (фр. Clarence Bitang, нар. 2 вересня 1992, Дуала) — камерунський футболіст, півзахисник казахстанського клубу «Кайсар» та національної збірної Камеруну.

## Клубна кар'єра
У дорослому футболі дебютував 2010 року виступами за камерунську команду «Лез Астр», в якій провів один сезон, після чого відправився до Таїланду де виступав за «Бурірам Юнайтед» та «Чайнат Хорнбілл» і у складі першого 2011 року виграв чемпіонат та кубок Таїланду, а також Кубок ліги.
Згодом з 2013 по 2016 рік грав у складі команд другого грецького дивізіону «Паніліакос», «Олімпіакос» (Волос) та «Агротікос Астерас», а потім повернувся на батьківщину і захищав кольори клубу «Юніон Дуала».
6 лютого 2018 року Бітанг підписав шестимісячний контракт з македонським «Вардаром» з можливістю продовження ще на два роки. Загалом провів у команді півтора роки і двічі став віце-чемпіоном країни.
1 серпня 2019 року Бітанг підписав контракт із казахстанським «Кайсаром», а вже у жовтні виграв з клубом перший трофей — Кубок Казахстану, зігравши у фіналі турніру. Станом на 20 листопада 2020 року відіграв за команду з Кизилорди 30 матчів в національному чемпіонаті.

## Виступи за збірні
2011 року залучався до складу молодіжної збірної Камеруну. На молодіжному рівні зіграв у 4 офіційних матчах.
12 серпня 2017 року дебютував в офіційних матчах у складі національної збірної Камеруну в матчі відбору на Чемпіонат африканських націй 2018 року проти Сан-Томе і Принсіпі (2:0). А наступного року зіграв з командою у трьох матчах і у фінальній частині турніру, що пройшла в Марокко, але камерунці не подолали груповий етап. За регламентом, у цьому турнірі участь можуть брати лише футболісти, що виступають у першості своєї країни, тому після переїзду до Македонії Бітанг перестав викликатись до збірної.

## Досягнення
- Чемпіон Таїланду: 2011, 2013, 2014, 2015, 2017, 2018
- Володар Кубка Футбольної асоціації Таїланду: 2011
- Володар Кубка Тайської ліги: 2011, 2012, 2013, 2015
- Володар Кубка Казахстану: 2019